# 和田純
和田 純（わだ じゅん、1876年（明治9年）5月2日 - 没年不詳）は、日本の判事、内務官僚、朝鮮総督府官僚。弁護士。

## 経歴
東京府東京市に津田仙の子として生まれ、和田謙吉の養子となった。1902年（明治35年）、早稲田大学邦語行政科を卒業。司法官試補、平壌控訴院判事、海州地方法院部長を務めた。その後、高知県警察部長、和歌山県警察部長、愛媛県内務部長、新潟県内務部長、慶尚南道知事を歴任した。
1928年（昭和3年）に退官した後は弁護士を開業し、海軍協会常務理事を務めた。

## 親族
- 津田仙　-　義父
- 津田梅子 - 実姉、三男 津田眞の養母[1]
- 和田ハナ - 妻、澁谷辨治郞長女
- 和田修 - 長男
- 和田幸 - 養女、增島善太郞四女